# La prière
La prière é um filme de drama francês de 2018 dirigido e escrito por Cédric Kahn. Estrelado por Anthony Bajon, Damien Chapelle e Alex Brendemühl, estreou no Festival Internacional de Cinema de Berlim em 18 de fevereiro.

## Elenco
- Anthony Bajon - Thomas
- Damien Chapelle - Pierre
- Alex Brendemühl - Marco
- Louise Grinberg - Sybille
- Hanna Schygulla - Soeur Myriam